# جامار سامويلز
جامار سامويلز (بالإنجليزية: Jamar Samuels)‏ مواليد 25 مايو 1989 في واشنطن العاصمة، هو لاعب كرة سلة أمريكي. بدأ مسيرته الاحترافية في سنة 2012. يحمل الرقم 1. يبلغ طوله 6 قدم 7 بوصة (2.0 م).

## المسيرة الاحترافية
لعب مع نادي بيناس ويسكا لكرة السلة في الدوري الإسباني في موسم 2012–2013، ثم لعب مع نادي فيرولي لكرة السلة في موسم 2013–2014، ثم لعب مع باسكت مانريسا في الدوري الإسباني في سنة 2014، ثم لعب مع نادي كازالي لكرة السلة في موسم 2014–2015.

## روابط خارجية
- جامار سامويلز على موقع الدوري الإسباني لكرة السلة (الإسبانية)
- جامار سامويلز على موقع كرة السلة الأوروبية.كوم (الإنجليزية)
- جامار سامويلز على موقع كلية كرة السلة في سبورتس رفرنس.كوم (الإنجليزية)
- جامار سامويلز على موقع ريلجم (الإنجليزية)
- جامار سامويلز على موقع بروبوليرز (الإنجليزية)
- جامار سامويلز على موقع سبورتس رفرنس (الإنجليزية)